# Krówki
I krówki (dal polacco "piccole mucche") sono dolci polacchi.

## Caratteristiche
Simili ad altri dolci al latte caramellati come il toffee e le caramelle al dulce de leche, i krówki presentano una consistenza dura all'esterno e un ripieno semi-liquido. Essi contengono latte, zucchero, burro, panna e vaniglia. A volte, i krówki vengono aromatizzati con la frutta, il cacao, il caffè, le noci, e la liquirizia.